# Alwyn Schlebusch
Alwyn Schlebusch (ur. 16 września 1917 w Lady Grey, zm. 7 stycznia 2008 w Pretorii) – południowoafrykański polityk okresu Apartheidu.
W latach 40. był burmistrzem Henneman, następnie członkiem parlamentu z Kroonstad (1962–1980) oraz jego przewodniczącym, ministrem robót publicznych i imigracji (1976) oraz ministrem sprawiedliwości i spraw wewnętrznych (1979).
1 stycznia 1981 objął urząd wiceprezydenta Republiki Południowej Afryki. Pozycja ta została utworzona podczas serii reform konstytucyjnych, które m.in. zlikwidowały Senat oraz stworzyły Radę Prezydencką, która miała za zadanie przygotowanie projektu nowej ustawy zasadniczej, jej przewodniczącym był właśnie Schlebusch. Zajmował on tę pozycję do 14 września 1984. W tym samym czasie przygotowywana pod jego przewodnictwem nowa konstytucja weszła w życie, inicjując szereg zmian, zwłaszcza połączenie dotychczas ceremonialnej pozycji prezydenta z urzędem premiera.
Po odejściu ze stanowiska wiceprezydenta Schlebusch był jeszcze m.in. ministrem w kancelarii prezydenckiej (1986).